# Misano World Circuit Marco Simoncelli
El circuit de Misano (anomenat oficialment Misano World Circuit Marco Simoncelli i conegut també com a Misano World Circuit o Misano Circuit Sic 58) és un circuit de curses situat al costat de la localitat de Misano Adriatico -frazione de Santa Monica-, a la província de Rímini d'Emília-Romanya. Fins al 2006, el circuit s'anomenava oficialment Circuito Internazionale Santa Monica i es coneixia sovint com a circuit de Misano Adriatico.
El circuit va acollir el seu primer esdeveniment el 1972 i a partir de 2007 va passar a acollir anualment el Gran Premi de San Marino ("Gran Premi de la Costa de San Marino i Rímini"), puntuable per al Campionat del Món de motociclisme.
El circuit va ser rebatejat amb el seu nom actual el 2012 per a homenatjar Marco Simoncelli, el campió del món de 250cc originari de la zona que s'havia mort al Gran Premi de Malàisia el 2011.

## Història
Dissenyat el 1969, el circuit es va construir entre 1970 i 1972 i es va inaugurar aquest darrer any. La seva longitud inicial era de 3,488 km i tenia només una petita zona de boxs. Aquesta versió del circuit va acollir sis edicions del Gran Premi de les Nacions, posteriorment anomenat Gran Premi d'Itàlia, entre el 1980 i el 1991 i tres del Gran Premi de San Marino (1985-1987). El 1993 se'n va modificar per primera vegada el traçat: la longitud de la pista es va augmentar a 4,064 km, amb la possibilitat de córrer tant el traçat llarg com el curt; a més, es van construir noves instal·lacions i nous garatges al boxs. Aquell any, el circuit va acollir per darrera vegada el Gran Premi d'Itàlia, que a partir de 1994 va passar definitivament al circuit de Mugello.

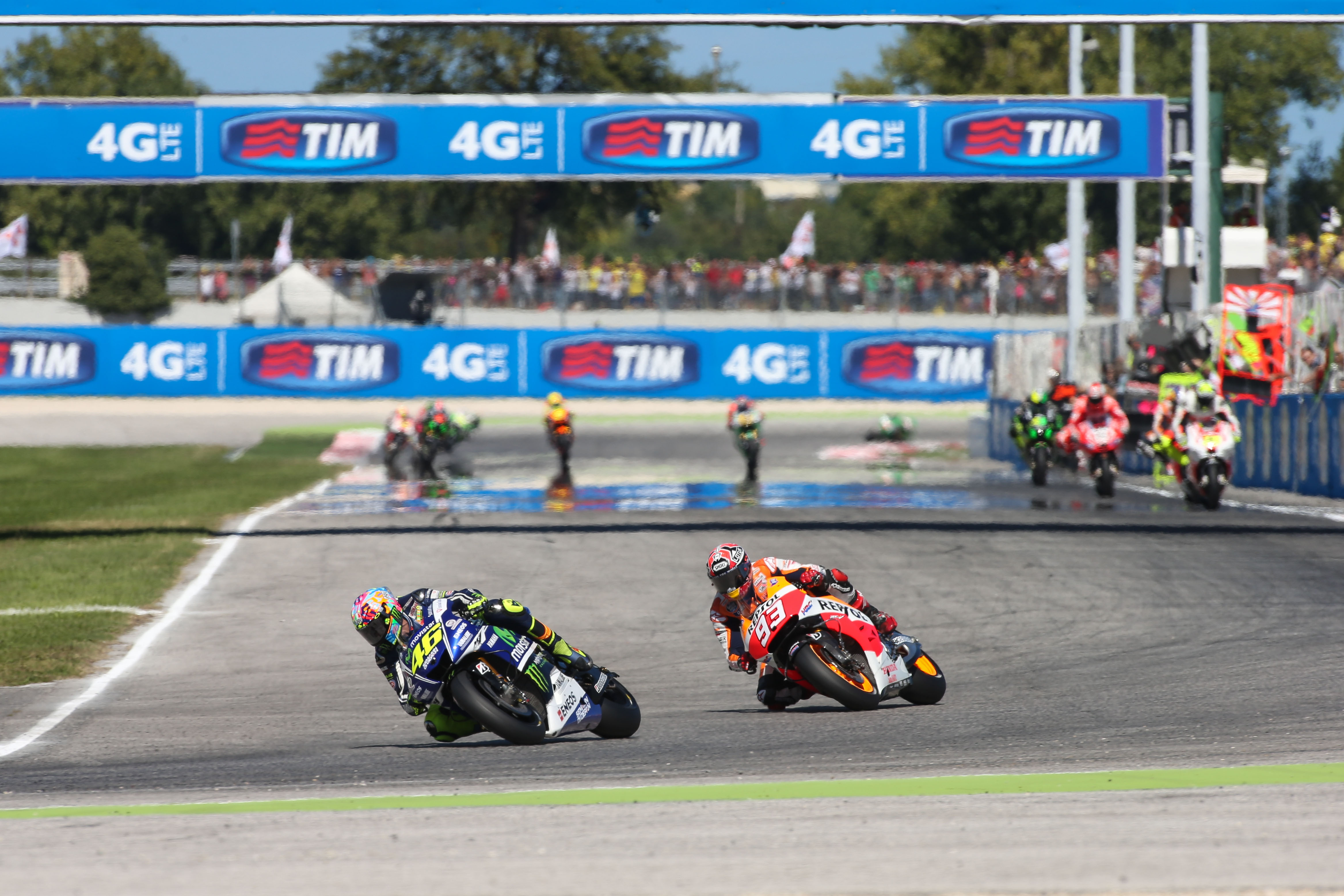
Valentino Rossi i Marc Márquez a la recta principal durant el GP de San Marino del

Entre 1996 i 2001 es van millorar encara més totes les instal·lacions, afegint-hi més boxs i grades. El 2005 es va construir un nou punt d'accés al circuit anomenat Via Daijiro Kato, en honor al campió japonès mort durant el Gran Premi del Japó del 2003, el qual residia durant la temporada de curses a la frazione de Portoverde del mateix Misano Adriatico.
Per tal d'acollir novament el mundial de motociclisme, el circuit es va modificar àmpliament el 2006. La direcció del traçat es va canviar a la de les busques del rellotge, la longitud de la pista es va augmentar a 4,180 km, l'amplada s'amplià a 14 m, es van millorar les instal·lacions i s'hi aplicaren mesures de seguretat completes. La primera cursa de MotoGP celebrada al circuit després de les modificacions va ser el Gran Premi de la Costa de San Marino i Rímini del 2007, que va guanyar el pilot de la marca "local" Ducati Casey Stoner. Des d'aleshores, el circuit ha acollit aquest Gran Premi anualment.

### Canvi de nom
El 3 de novembre de 2011, els propietaris del circuit van anunciar que properament duria el nom de Marco Simoncelli, mort al circuit de Sepang durant el Gran Premi de Malàisia una setmana abans. Simoncelli havia nascut a la propera Cattolica i havia viscut des de petit a Coriano. El 8 de juny de 2012 es va confirmar el nou nom oficial, Misano World Circuit Marco Simoncelli, a la ronda de San Marino del Campionat del Món de Superbike.

## Accidents
Va ser a Misano, durant el Gran Premi d'Itàlia de 1993, on el campió del món de 500cc Wayne Rainey va patir la greu lesió que va posar fi a la seva carrera en caure i fracturar-se la columna.
Durant la cursa de Moto2 del Gran Premi de San Marino del 2010, el japonès Shoya Tomizawa es va morir després de perdre el control de la moto i ser atropellat per Scott Redding i Alex de Angelis. Casualment, aquest accident va passar just 17 anys després del dia en què Wayne Rainey va patir el seu accident al mateix circuit.

## Historial del traçat
- Gran Premi (1972–1992)
- Gran Premi (1993–2006)
- Gran Premi (2007)
- Gran Premi (2008–actualitat)
- Fórmula E (2024)